# Ancaeus Linea
L'Ancaeus Linea è una struttura geologica della superficie di Europa.